# Kyle Helms
Kyle Helms (* 21. April 1986 in Cambridge, Ontario) ist ein kanadisch-deutscher Eishockeyspieler, der seit 2019 beim MEC Halle 04 in der Oberliga spielt.

## Karriere
Kyle Helms begann seine Karriere als Eishockeyspieler bei den Streetsville Derbys, für die er in der Saison 2003/04 in der Ontario Junior Hockey League aktiv war. In der Saison 2007/08 gab der Angreifer für den EV Landsberg aus der 2. Bundesliga sein Debüt im professionellen Eishockey. Anschließend spielte er zwei Jahre lang für dessen Ligarivalen EV Ravensburg, ehe er im Januar 2010 einen Vertrag für die Saison 2010/11 bei den Hamburg Freezers aus der Deutschen Eishockey Liga erhielt. Aufgrund einer Verletzung wurde er jedoch nicht für die DEL lizenziert und sein Vertrag im August 2010 aufgelöst.
Im Oktober 2010 wurde Helms vom DEL-Aufsteiger EHC München verpflichtet, bei dem er sich auf Anhieb in der höchsten deutschen Spielklasse durchsetzte. In insgesamt 37 Spielen erzielte er elf Tore und gab fünf Vorlagen und erreichte mit seiner Mannschaft die Pre-Playoffs, in denen das Team den Kölner Haien unterlag. Zur Saison 2011/12 wechselte der Linksschütze innerhalb der DEL zu den Augsburger Panthern. Ab der Saison 2013/14 spielte er für den in die DEL2 aufgestiegenen EC Bad Nauheim, nach der Saison 2015/16 verließ er Bad Nauheim und wechselte er zu den Heilbronner Falken, in die DEL2. Nach drei Jahren in Heilbronn nahm er in der Sommerpause 2019 ein Angebot des Oberligisten MEC Halle 04 an.

## Karrierestatistik
(Legende zur Spielerstatistik: Sp oder GP = absolvierte Spiele; T oder G = erzielte Tore; V oder A = erzielte Assists; Pkt oder Pts = erzielte Scorerpunkte; SM oder PIM = erhaltene Strafminuten; +/− = Plus/Minus-Bilanz; PP = erzielte Überzahltore; SH = erzielte Unterzahltore; GW = erzielte Siegtore; 1 Play-downs/Relegation; Kursiv: Statistik nicht vollständig)

## Persönliches
Helms’ Vater stammt aus Hameln.